# Vitali Bianchi
Pour les articles homonymes, voir Bianchi.
Vitali Valentinovitch Bianchi (en russe : Вита́лий Валенти́нович Биа́нки), né le 30 janvier 1894 (11 février dans le calendrier grégorien) à Saint-Pétersbourg et mort le 10 juin 1959 à Léningrad, est un écrivain soviétique, auteur de littérature enfantine et ornithologue. Ses œuvres, principalement récits et courtes nouvelles, s'intègrent dans la même tradition littéraire que les livres de Mikhail Prichvine. Il est le fils du zoologiste Valentin Bianchi (1857-1920). Un musée port son nom à Biïsk.

## Biographie
L'arrière-grand-père de Bianchi, d'origine suisse, était un chanteur d'opéra du nom de Weiss qui changea son nom à la demande de son impresario, après une tournée en Italie en Bianchi (ce qui signifie « blanc », comme Weiss en allemand).
Vitali Bianchi est passionné de football dans sa jeunesse, qui commence alors dans l'Empire russe, et joue dans des équipes locales.
Il  poursuit ses études au département des sciences naturelles de la faculté de physique et de mathématiques de l'université de Pétrograd. Il est enrôlé en 1916 dans l'armée, et après avoir terminé l'école militaire de Vladimir se retrouve au grade de sous-lieutenant dans une brigade d'artillerie.
Pendant la révolution de février, il est élu au comité de soldats et des députés ouvriers, pour le parti SR. Il devient membre de la commission de sauvegarde des monuments de Tsarskoïe Selo. Au printemps 1918, il est dans la région de la Volga et à l'été suivant, il travaille à Samara au journal Le Peuple chargé de la propagande socialiste-révolutionnaire. Après avoir été démobilisé, il vit quelque temps à Oufa, puis à Tomsk et enfin à Biïsk. C'est alors qu'il est mobilisé au début de la guerre civile dans l'Armée rouge, mais il déserte et se cache sous un faux nom (Vitaly Belianine, étudiant de l'université de Pétrograd et collecteur en ornithologie au musée zoologique de Pétrograd). C'est ainsi que son nom de Bianchi-Belianine lui demeure jusqu'à la fin de ses jours.
Il reste à Biïsk, où il finit par diriger le musée local, tout en enseignant. Il s'investit particulièrement dans la société des naturalistes de la région et donne des cours d'ornithologie à l'université populaire de l'Altaï. Il organise deux expéditions naturalistes au lac Teletskoïe. Il est arrêté deux fois par la Tchéka en 1921, et relâché la seconde fois au bout de trois semaines de prison en tant qu'otage. Il est prévenu d'une troisième arrestation en septembre 1922 et décide de s'enfuir à Pétrograd avec sa famille. C'est ici qu'il publie son premier récit en 1923 intitulé Le Voyage du moineau à tête rouge, puis Qui possède le meilleur nez ?
Bianchi est arrêté à la fin de 1925 pour complot et condamné à trois ans de détention à la prison d'Ouralsk. En 1928, il reçoit la permission de vivre à Novgorod, puis de nouveau à Léningrad. Il est arrêté encore en novembre 1932, mais libéré au bout de trois semaines pour « manque de preuves ». Mais c'est en mars 1935 en pleine terreur stalinienne que les choses risquent d'empirer. Il est en effet arrêté en tant que « fils d'un ancien aristocrate, ancien SR, comploteur contre le pouvoir soviétique » et condamné à cinq ans de relégation dans l'oblast d'Aktioubinsk au Kazakhstan, mais grâce à l'intervention d'Ekaterina Pechkova (l'épouse de Gorki), il bénéficie d'une remise de peine. Désormais sa vie se passe à Léningrad dans son appartement de l'île Vassilievski.
Il échappe à la conscription au début de la Grande Guerre patriotique à cause de problèmes cardiaques. Il est évacué dans l'Oural pendant le siège meurtrier de Léningrad, puis retourne chez lui après la guerre. Il subit un infarctus en 1949, et termine ses jours affaibli par une mauvaise santé. Il est enterré au cimetière Bogoslovskoïe.
Son nom est porté par le musée d'histoire locale de Biïsk dans le kraï de l'Altaï, qu'il a fondé en 1920, avec Mikhaïl Krot-Donorski.

## Œuvre
L'œuvre de Bianchi est caractérisée par la découverte de la nature et de ses mystères dans une langue claire et relevée pour des enfants désireux de savoir. Il écrit de nombreux récits pour l'almanach enfantin Le Journal de la Forêt (issu du journal Le Nouveau Robinson), souvent sous forme de feuilletons.
Bianchi décrit souvent la nature telle qu'il la voit de sa datcha de Lebiaje, où il reçoit de temps à autre des amis scientifiques.
Il est l'auteur de près de trois cents récits, de contes, de nouvelles et d'articles pour la jeunesse. Il publie 120 livres représentant un tirage total de quarante millions d'exemplaires. C'était un écrivain dont les ouvrages étaient répandus dans toutes les écoles primaires de l'Union soviétique.

## Source
- (ru) Cet article est partiellement ou en totalité issu de l’article de Wikipédia en russe intitulé « Бианки, Виталий Валентинович » (voir la liste des auteurs).